# ТЕС Герегу II
7°28′15.8″ пн. ш. 6°39′39.1″ сх. д. / 7.471056° пн. ш. 6.660861° сх. д.
ТЕС Герегу II (Geregu II) — теплова електростанція в Нігерії у центрально-південному штаті Когі.
Станція є однією з десяти, спорудження яких здійснювалось відповідно до оголошеної 2005 року програми стрімкого нарощування можливостей електроенергетики National Integrated Power Projects. Для розміщення нових потужностей обрали ту ж саму площадку, де в 2007 році запустили ТЕС Герегу — на правобережжі Нігеру поблизу міста Аджаокута (відоме своїм недобудованим металургійним комбінатом), за три десятки кілометрів на південь від столиці штату міста Локоджа.
Компанія Siemens (яка перед тим укомплектувала ТЕС Герегу) поставила для Герегу II три газові турбіни SGT5-2000E потужністю по 146 МВт. Введення станції в експлуатацію відбулось осінню 2013 року.
Станом на середину 2017-го ТЕС працювала лише на чверть своєї потужності через відсутність надійного постачання природного газу.
На етапі будівництва проект здійснювали через державну компанію Niger Delta Power Holding Company (NDPHC). У середині 2010-х уряд Нігерії оголосив про намір приватизувати всі об'єкти, виконані за програмою National Integrated Power Projects.